# 加曾利E式

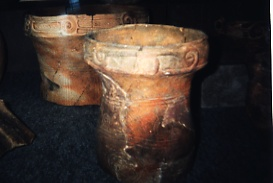
大木8b式土器（縄文中期中葉）。関東の加曾利E2式のキャリパー型といわれる器形と口縁部文様帯や施文が酷似しているタイプ。大木囲貝塚出土

加曾利E式（かそりイーしき）とは、関東地方の縄文時代中期後半の縄文土器に対する型式（様式）名である。

## 概要
標式遺跡は千葉県千葉市若葉区桜木8丁目に所在する加曾利貝塚であり、北貝塚のE地点の土器をもとに山内清男によって命名された。幾度かにわたる加曾利貝塚の調査のうち、1924年（大正13年）に山内のほか八幡一郎、甲野勇らによってB、D、E地点の調査を行った段階で、すでにB地点とE地点及びD地点の土器の違いが意識されていたが、1937年（昭和12年）に山内によって著された『縄紋土器型式の細別と大別』（1937年）のなかで学史的にはじめて位置づけが与えられた。山内は、同じ型式の中でE地点の土器が古く、磨り消しの技法がみられるD地点の土器を新しいものとして位置づけを行い、1940年（昭和15年）の『日本先史土器図譜』の中で、最古相の土器と加曾利貝塚E地点及び下総上本郷貝塚E地点の土器、D地点に代表される新相の土器の3期区分を提唱した。1956年（昭和31年）の吉田格による国分寺市多喜窪遺跡の発掘調査報告書で山内の編年に対応させてEⅠ、EⅡ、EⅢ式の編年が提示された。
1965年（昭和40年）に岡本勇と戸沢充則によって著された『日本の考古学』でEⅠ式～EⅣ式の編年が提唱された。岡本のEⅢ式は、東京都の中新井弁天遺跡および扇山遺跡などの資料から加曾利E式に特徴的な口縁部の文様帯が消失した時期として、吉井城山貝塚、大蔵遺跡の資料からEⅣ式を設定するものであった。現在吉井城山貝塚の資料をめぐって、時期差があるのか同時期とみなすのかで論争があり、研究者個人でも考え方が変わっている場合もある。また神奈川県と埼玉県で編年観にズレがあり、EⅣ式を否定する考え方をもつ研究者もいる。

## 編年にみる特徴
前期と異なるのは、縄文を施文する原体が、前期の関山式が複々節以上の複雑な原体がほとんどなのに対し、単節の原体がほとんどであることである。また勝坂式と比べて、口縁部文様帯と胴部文様帯が形成され、隆帯や沈線で縄文の充填される部分と無文の部分が区分されるなど、単純化ないし全く異質な土器となっている。

### 加曾利ＥＩ式
東北地方の大木8a式の影響を色濃く受けている。口縁部文様帯に横S字状や渦巻き状、逆J字の隆帯を張り付けて、隆帯に囲まれた部分に縄文を施し、口縁部文様帯と胴部の文様帯の間に無文帯が設ける例が多くみられる。胴部の文様帯は隆帯で区分され、縄文がぎっしり充填される。

### 加曾利EⅡ式
口縁部文様帯は、渦巻き状の隆帯と楕円形ないし横倒しの涙粒子状の図形に縄文を充填するようになり、口縁部文様帯の下、胴部の上半部にみられた無文帯はなくなり、口縁部文様帯の直下に胴部文様帯がつながる形となる。胴部文様帯は、縦に、磨り消しないし無文の部分と縄文が施された部分とが交互になり、縦に波線状の隆帯もしくは区分する沈線がみられる。また器面に連弧文を施す土器が出現するのもこの時期である。

### 加曾利EⅢ式
口縁部文様帯が楕円形のなかに縄文を充填するタイプのみに簡略化され、胴部文様帯に吸収されていたかのように口縁部文様帯が存在しないもののほうが量的に多くなる。またこの時期には文様を区分する隆帯がなくなり、沈線が多用されるようになる。大木8b式や大木9式の影響を受けて、底部付近を除き渦巻き状の隆帯を器面全体に施し、隆帯で区分された部分に縄文を充填するタイプが出現する。

### 加曾利EⅣ式
器面全体にM字ないしU字あるいはV字の無文帯の間に縄文が充填される型式である。縄文の施文された区画は、口縁部から胴部中央のくびれ部分、底部付近から胴部中央くびれ部分でおわる形をとり、古段階のものは、縄文が充填されたU字ないし逆U字状ともいうべき丸みを帯びた区画がくりかえされる。新段階のものは、V字状ないしΛ字状の鋭角的な区画になるか、無文帯が増える形をとる。大木9式にみられる口縁部の下肩部両脇に把手のついた浅鉢が出現する。
無文帯と縄文を施す文様帯や器形、そしてこの時期に出現する柄鏡形住居は後続する称名寺式期の特徴となる。